# Лунин, Михаил Михайлович
Михаил Михайлович Лунин (1809 — 14.10.1844, Киев) — русский историк-медиевист, полиглот, профессор всеобщей истории в Харьковском университете. Его называли «харьковским Грановским».

## Биография
Бывший среди его слушателей Н. И. Костомаров именно под его влиянием «полюбил историю более всего».
Образование получил в Дерптском университете, в профессорском институте в Дерпте и за границей. При Дерптском университете защитил диссертацию «Prolegomena ad res Achaeorum» (Дерпт, 1832) на степень доктора философии; после чего переехал в Харьков, где на протяжении девяти лет (1835—1844) читал в университете курс всеобщей истории. В 1838 году был произведён в экстраординарные, а в 1839 — в ординарные профессоры.
Его курс истории, который он не окончил из-за смерти, «взялся привести в порядок и издать один из его даровитых учеников, но по лености ничего не сделал и растерял записки».
По оценке его коллеги, профессора А. П. Рославского-Петровского, Лунин «…не был охотником до так называемых высших взглядов…, никогда не увлекался модными идеями и не жертвовал им полнотою фактов…» Его первый биограф В. П. Бузескул особо отмечал влияние на его взгляды Гегеля.
Из опубликованных работ М. М. Лунина:
- Несколько слов о римской истории. — Москвитянин. — 1841. — Ч. V. — № 10. — С. 405—424.